# Sharp Dressed Man
Sharp Dressed Man è un singolo del gruppo musicale statunitense ZZ Top, pubblicato nel 1983 ed estratto dall'album Eliminator.

## Tracce
- 7"

1. Sharp Dressed Man
2. I Got the Six

## Formazione
- Billy Gibbons - chitarra, voce
- Dusty Hill - basso, tastiera
- Frank Beard - batteria